# Saint-Paul-le-Gaultier
Saint-Paul-le-Gaultier és un municipi francès situat al departament del Sarthe i a la regió de País del Loira. L'any 2007 tenia 279 habitants.

## Demografia

### Població
El 2007 la població de fet de Saint-Paul-le-Gaultier era de 279 persones. Hi havia 123 famílies de les quals 38 eren unipersonals (15 homes vivint sols i 23 dones vivint soles), 38 parelles sense fills, 35 parelles amb fills i 12 famílies monoparentals amb fills.
La població ha evolucionat segons el següent gràfic:
Habitants censats

### Habitatges
El 2007 hi havia 189 habitatges, 121 eren l'habitatge principal de la família, 35 eren segones residències i 33 estaven desocupats. Tots els 189 habitatges eren cases. Dels 121 habitatges principals, 101 estaven ocupats pels seus propietaris i 20 estaven llogats i ocupats pels llogaters; 2 tenien una cambra, 12 en tenien dues, 32 en tenien tres, 36 en tenien quatre i 40 en tenien cinc o més. 92 habitatges disposaven pel capbaix d'una plaça de pàrquing. A 54 habitatges hi havia un automòbil i a 57 n'hi havia dos o més.

### Piràmide de població
La piràmide de població per edats i sexe el 2009 era:
| Homes | Edats   | Dones |
| ----- | ------- | ----- |
| 0     | 95 o +  | 0     |
| 0     | 90 a 94 | 0     |
| 4     | 85 a 89 | 4     |
| 0     | 80 a 84 | 0     |
| 4     | 75 a 79 | 4     |
| 12    | 70 a 74 | 12    |
| 4     | 65 a 69 | 16    |
| 12    | 60 a 64 | 4     |
| 8     | 55 a 59 | 8     |
| 8     | 50 a 54 | 4     |
| 4     | 45 a 49 | 8     |
| 16    | 40 a 44 | 4     |
| 8     | 35 a 39 | 8     |
| 16    | 30 a 34 | 20    |
| 4     | 25 a 29 | 8     |
| 12    | 20 a 24 | 4     |
| 0     | 15 a 19 | 0     |
| 8     | 10 a 14 | 0     |
| 4     | 5 a 9   | 8     |
| 4     | 0 a 4   | 4     |

## Economia
El 2007 la població en edat de treballar era de 185 persones, 123 eren actives i 62 eren inactives. De les 123 persones actives 117 estaven ocupades (71 homes i 46 dones) i 6 estaven aturades (3 homes i 3 dones). De les 62 persones inactives 29 estaven jubilades, 12 estaven estudiant i 21 estaven classificades com a «altres inactius».

### Ingressos
El 2009 a Saint-Paul-le-Gaultier hi havia 123 unitats fiscals que integraven 289 persones, la mediana anual d'ingressos fiscals per persona era de 16.847 €.

### Activitats econòmiques
Dels 7 establiments que hi havia el 2007, 1 era d'una empresa de fabricació d'altres productes industrials, 2 d'empreses de comerç i reparació d'automòbils, 1 d'una empresa d'hostatgeria i restauració, 2 d'empreses de serveis i 1 d'una entitat de l'administració pública.
L'únic establiment comercial que hi havia el 2009 era una botiga de mobles.
L'any 2000 a Saint-Paul-le-Gaultier hi havia 28 explotacions agrícoles que ocupaven un total de 994 hectàrees.

## Poblacions més properes
El següent diagrama mostra les poblacions més properes.